# Sol de tentación
Sol de tentación é uma telenovela venezuelana produzida e exibida pela Venevisión entre 17 de julho de 1996 e 21 de janeiro de 1997.
Foi protagonizada por Natalia Streignard e Miguel de León e antagonizada por Fabiola Colmenares, Ana Karina Manco e Adolfo Cubas.

## Sinopse
Sol Romero é uma jovem pobre, que vive com seu pai, Hipólito Romero, em um antigo barco ancorado na margem de uma pequena cidade costeira. Para ela, pescar e navegar são suas duas grandes paixões, e o mar é sua casa. Uma tragédia marcou a vida de Sol desde sua infância; Quando criança, sua mãe a abandonou para escapar com um rico turista, e anos depois, seu irmão perdeu a vida no mar.
Por outro lado, temos Armando de la Torre, um jovem bonito e rico da capital que está de férias no iate de sua família com seus amigos e sua arrogante namorada, Martita Aristigueta. No entanto, um acidente de navio faz com que Armando e Sol se conheçam inicialmente.
Os dois jovens se reencontram em um festival de rua na cidade; consumado por uma atração irresistível, eles começam um romance apaixonado. Martita, louca de ciúme, pretende fazer todo o possível para destruir o amor entre eles. Com base em mentiras e intrigas, Martita consegue levar Armando a desconfiar de Sol e acabar com a relação entre eles. Desiludido, Armando se casa com Martita, enquanto Sol, impulsionada pelo desespero, decide se casar com Rildo, um ex-pretendente, apesar de estar grávida de Armando.
Quinze anos depois, Sol e Armando se encontram novamente e descobrem a sua grande consternação de que seus respectivos filhos se apaixonaram.
Somente o verdadeiro amor pode reunir Sol e Armando e permitir que eles compensem o tempo perdido. Enquanto isso, seus filhos, Atlanta e Alejandro, se amam cada vez mais, e terão que lutar contra todos os obstáculos no caminho da sua felicidade final.

## Elenco
- Natalia Streignard como Sol Romero
- Miguel de León como José Armando Santalucia
- Aroldo Betancourt como  Rildo Castillo
- Fabiola Colmenares como Marta Irrazabal
- Ana Karina Manco como Sandra Rionegro
- Julio Pereira como Daniel Romero* / Moises Irrazabal
- Marita Capote como Monica de Romero
- Jorge Palacios como Rogelio Santalucia
- Adolfo Cubas como Emilio Berdugo
- Mauricio Gonzalez como  Hipolito Romero
- Jennifer Rodriguez como Alina
- Vangie Labalan como Fabiola Castilla
- Jonathan Montenegro  como Luis Alejandro Romero
- Albi de Abreu como Ezequiel
- Virginia Garcia como Estrella Maria
- Fedra Lopez como Katiuska
- Rosita Vásquez como Casta
- Laura Cerra como María Monitos
- Cristina Obin como Lourdes Santalucia
- José Torres como Casimiro
- Rita de Gois como Esther de Irrazabal
- Rodolfo Drago como Arturo Irrazabal
- Eliseo Perera como Toribio
- Julio Capote como Padre Felicio
- Yanis Chimaras como Gonzalo Santalucia
- Patricia Oliveros como Irene Santalucia'
- Francisco Ferrari como Francisco
- Deyanira Hernández como Alysson
- Jhonny Zapata como Reinaldo
- Antonio Machuca como Mercurio
- Adelaida Mora as Gabriela Dominguez
- Jenny Valdez como Mirna
- Wilmer Machado como Guallallo
- Asdrubal Blanco como Antonio Garcia-Quinto
- Jose Vieira como Dr. Enrique Ramos Urdaneta
- Niurka Acevedo como Rubi
- Nancy Gonzalez como Salome de Rionegro
- Ana Massimo como Carla
- Ivette Dominguez como Jade